# Lorella De Luca
Lorella De Luca (Florencia, 17 de septiembre de 1940 – Roma, 9 de enero de 2014) fue una actriz de cine italiana.

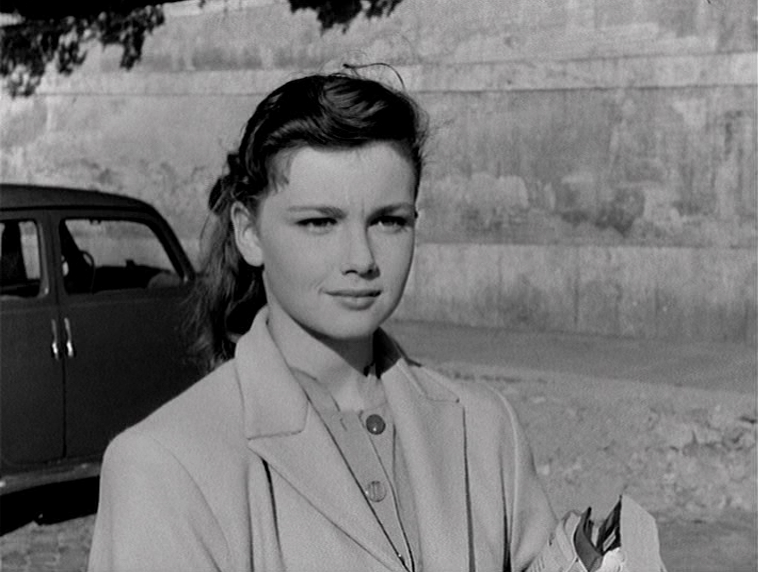
Fotograma de la película de Fellini Almas sin conciencia (Il bidone, 1955).